# Еванджелин Лили
Никол Еванджелин Лили (на английски: Nikole Evangeline Lilly) е канадска актриса. Родена е на 3 август 1979 г. във Форт Саскачуан, Алберта, Канада. Става световноизвестна с ролята си на Кейт Остин в американския сериал „Изгубени“.

## Биография
Лили е открита за шоубизнеса от известната агенция за модели Ford. Въпреки че отначало смята да се посвети на кариерата на модел, тя подписва договора с Ford предимно за да получи средства за обучението си в университета в Британска Колумбия. След това дълго време живее на Филипините.
От 2004 г. играе Кейт Остин в сериала „Изгубени“. През март 2007 г. тя е определена за най-еротичната жена, излъчвана по американската телевизия от проведена сред читателите на американското списание „TV Guide“.
Близка е с колегата си по сериал Доминик Монахан, с когото се запознават по време на снимките.
От 2008 г. има рекламен договор с Davidoff Cool Water.

## Филмография
| Филм        | Филм                          | Филм                             |
| Година      | Филм                          | Роля                             |
| ----------- | ----------------------------- | -------------------------------- |
| 2003        | Лизи Магуайър: Филмът         | полицай                          |
| 2003        | Отвличането на Синатра        | модел от реклама                 |
| 2003        | Фреди срещу Джейсън           | Ясновидката Тру – гостуваща роля |
| 2005        | Дългият уикенд                | Симон                            |
| 2008        | Afterwards                    | Клеър                            |
| 2008        | Войната е опиат               | Кони Джеймс                      |
| 2011        | Жива стомана                  | Бейли                            |
| 2013        | Хобит: Пущинакът на Смог      | Тауриел                          |
| 2014        | Хобит: Битката на петте армии | Тауриел                          |
| 2015        | Ант-Мен                       | Хоуп ван Дайн                    |
| Телевизия   |                               |                                  |
| Година      | Заглавие                      | Роля                             |
| 2002 – 2004 | Смолвил                       | гостуваща роля                   |
| 2003        | Ясновидката Тру               | Party guest                      |
| 2004        | Болница Кралството            | Приятелка Бенсона                |
| 2004 – 2010 | Изгубени                      | Кейт Остин                       |